# Marie Ferranti
Pour les articles homonymes, voir Ferranti.
Œuvres principales
- Les Femmes de San Stefano (1995)
- La Princesse de Mantoue (2002)

Marie Ferranti (née à Lento en Haute-Corse, sous le nom de Marie-Dominique Mariotti, en 1962) est une écrivaine française. Elle a choisi pour pseudonyme littéraire le patronyme de son arrière-grand-mère maternelle. Elle vit et écrit à Saint-Florent en Haute-Corse.

## Biographie
Plusieurs de ses œuvres ont été saluées, certaines primées. Elle a reçu le grand prix du roman de l'Académie française pour son roman La Princesse de Mantoue. Elle a été découverte par Pascal Quignard chez l'éditeur Gallimard.

## Œuvres
- Les Femmes de San Stefano, roman, 1995 (couronné par l'Académie française)
- La Chambre des défunts, roman, 1996
- La Fuite aux Agriates, roman, 2000
- La Princesse de Mantoue, roman, 2002, grand prix du roman de l'Académie Française
- Le Paradoxe de l'ordre, essai sur l'œuvre romanesque de Michel Mohrt, 2002
- La Chasse de nuit, roman, 2004
- Lucie de Syracuse, roman, 2006
- La Cadillac des Montadori, roman, 2008
- Une haine de Corse. Histoire véridique de Napoléon Bonaparte et de Charles-André Pozzo di Borgo, 2012, Grand Prix du Mémorial de la ville d'Ajaccio
- Marguerite et les grenouilles. Saint Florent, chroniques, portraits et autres histoires, récits, 2013
- Les Maîtres de chant, récit, 2014
- La Passion de Maria Gentile, théâtre, 2017
- Histoire d’un assassin, roman, 2018
- Un peu de temps à l’état pur. Correspondance 2013-2017, correspondance avec Jean-Guy Talamoni, 2018